# Ambridge (Pennsylvanie)
Ambridge est un borough situé dans le comté de Beaver, en Pennsylvanie, aux États-Unis,. En 2010, il comptait une population de 7 050 habitants. Il est incorporé en 1905.

## Démographie
Lors du recensement de 2010, le borough comptait une population de 7 050 habitants. Elle est estimée, le 1er juillet 2019, à 1 534 habitants.

### Source de la traduction
- (en) Cet article est partiellement ou en totalité issu de l’article de Wikipédia en anglais intitulé « Ambridge, Pennsylvania » (voir la liste des auteurs).